# Петро-Павловский храм (Петропавловка)
Петро-Павловский храм (укр. Петро-Павлівський храм) — бывшее культовое сооружение в селе Петропавловка Волчанской городской объединенной территориальной общины Чугуевского района Харьковской области, памятник архитектуры местного значения.
Каменный однопрестольный храм был сооружен за счет графини Евдокии Васильевны Гендриковой (урожденной Гудович) и прихожан по проекту епархиального архитектора Фёдора Ивановича Данилова в 1876 году в хуторе Могилин. В двери храма была вмурована икона святых Петра и Павла. В день открытия храма хутор получил новое название — Петропавловка.
По состоянию на 1904 год, храму принадлежало 33 десятины пашни и 3 десятины приусадебной земли. Храм имел 3242 прихожан, 1616 мужчин и 1626 женщин. Жили они в слободе Петропавловка, хуторе Юрченков и селах Аннополье и Софиевка. Причт храма состоял из священника, дьяка и псаломщика, которые жили в церковных домах. К храму были подчинены четыре земских училища и одна церковно-приходская школа.
Местным священником был Иоанн Гризодубов до его смерти в 1900 году. С 1901 года священником был Василий Зубарев, который был законоучителем во всех местных школах. Диаконом, с 1895 года был Павел Гревизирский. Он учительствовал в церковно-приходской школе и был законоучителем в Софиевском земском училище. Церковным старостой с 1903 года был крестьянин Никита Лесной, который в 1898 году был награжден похвальным письмом.
Историк Антон Бондарев так писал о храме: «И только величественные стены по-прежнему красивого храма в Петропавловке служат единственным напоминанием на Слобожанщине о былом величии знатного и богатого рода Гендриковых».
Решением Харьковского областного исполнительного комитета от 30.04.1980 № 334 храм получил статус памятника архитектуры местного значения. Согласно приказу Министерства культуры и информационной политики Украины № 1883 от 04.06.2020 памятнику был присвоен охранный номер 7591-Ха.
Как культовое сооружение не используется, находится в аварийном состоянии.

## Галерея

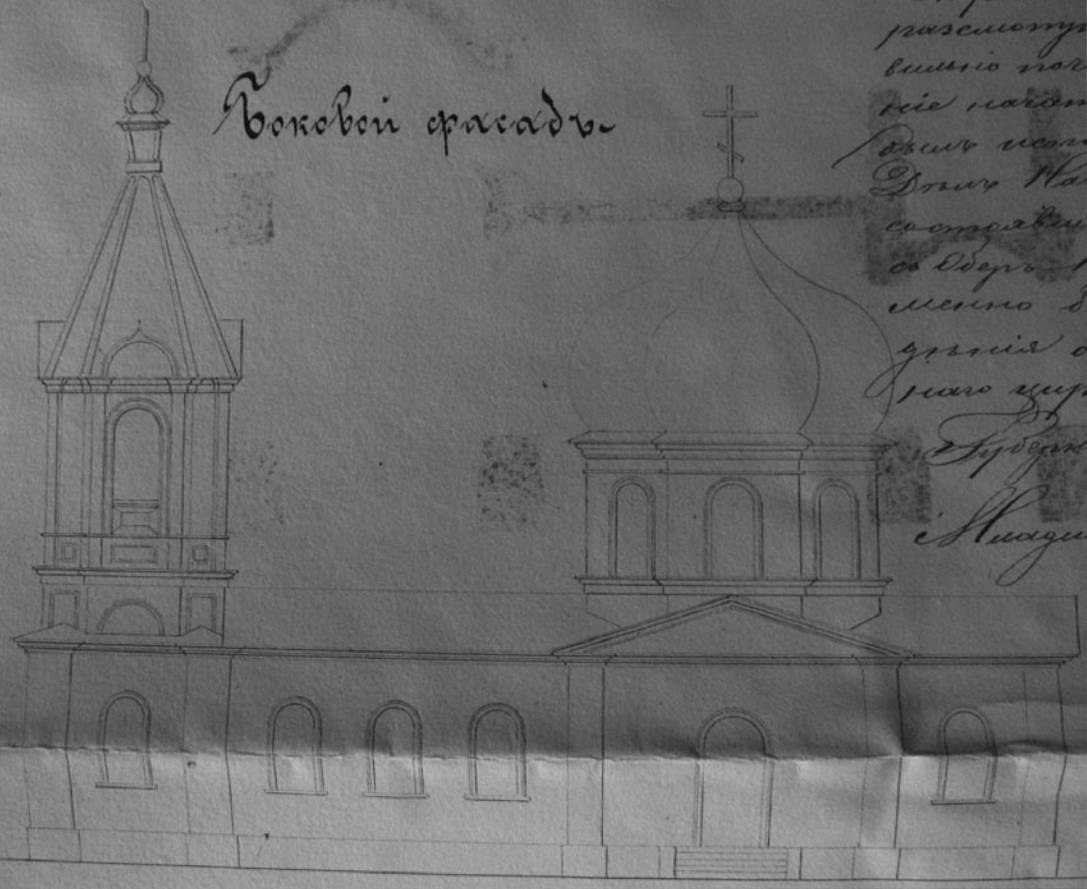
Чертёж Данилова
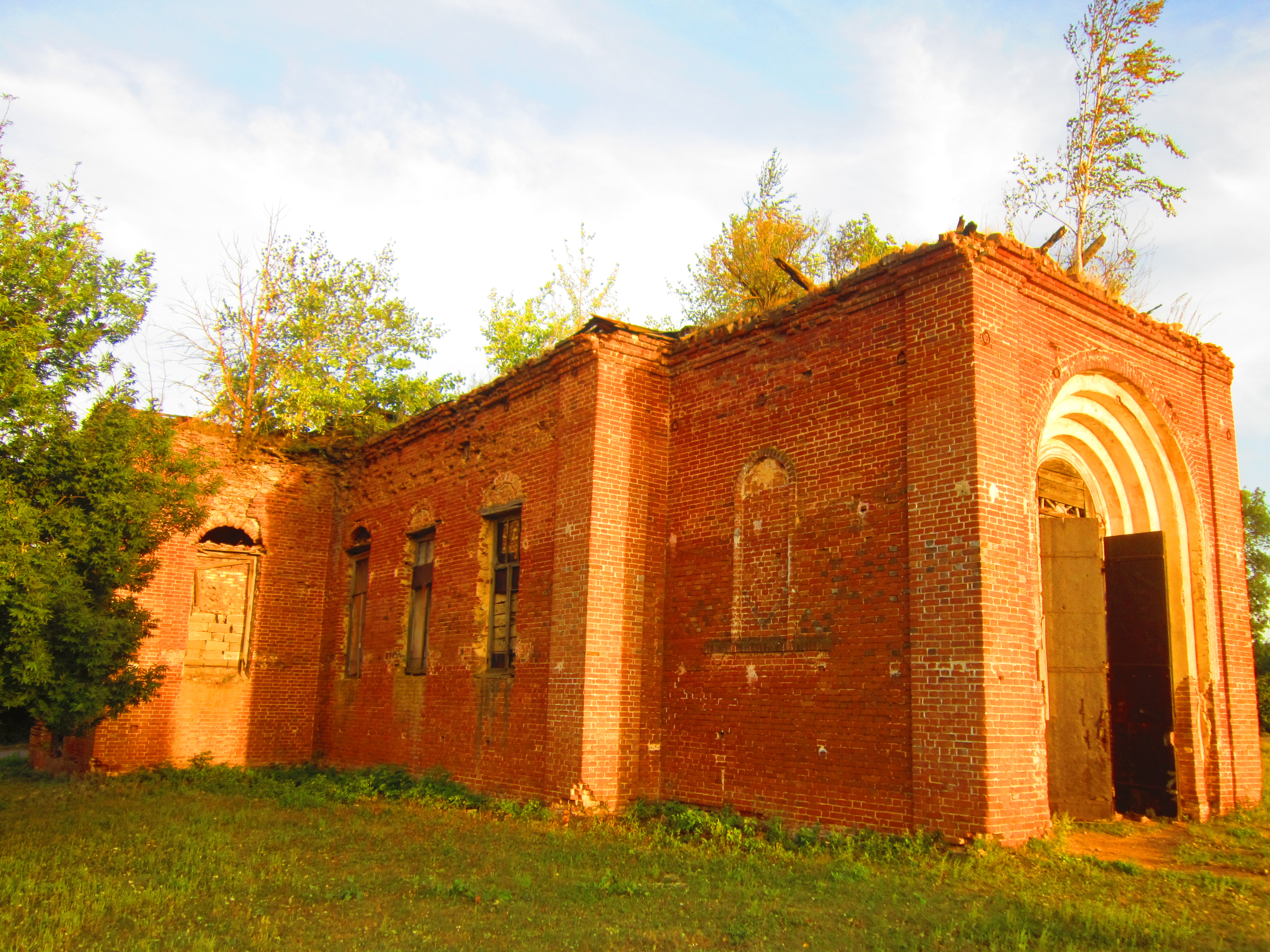
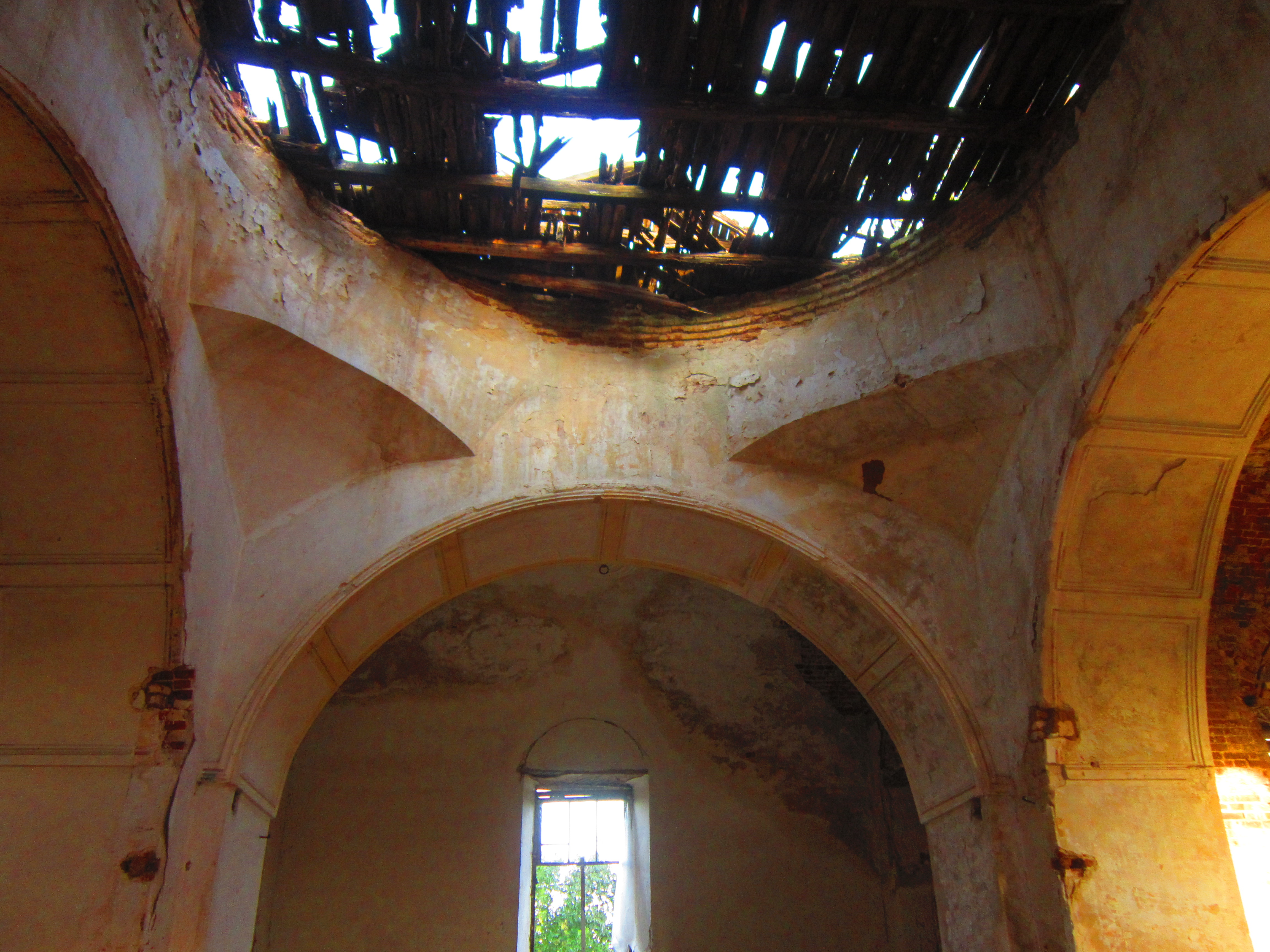
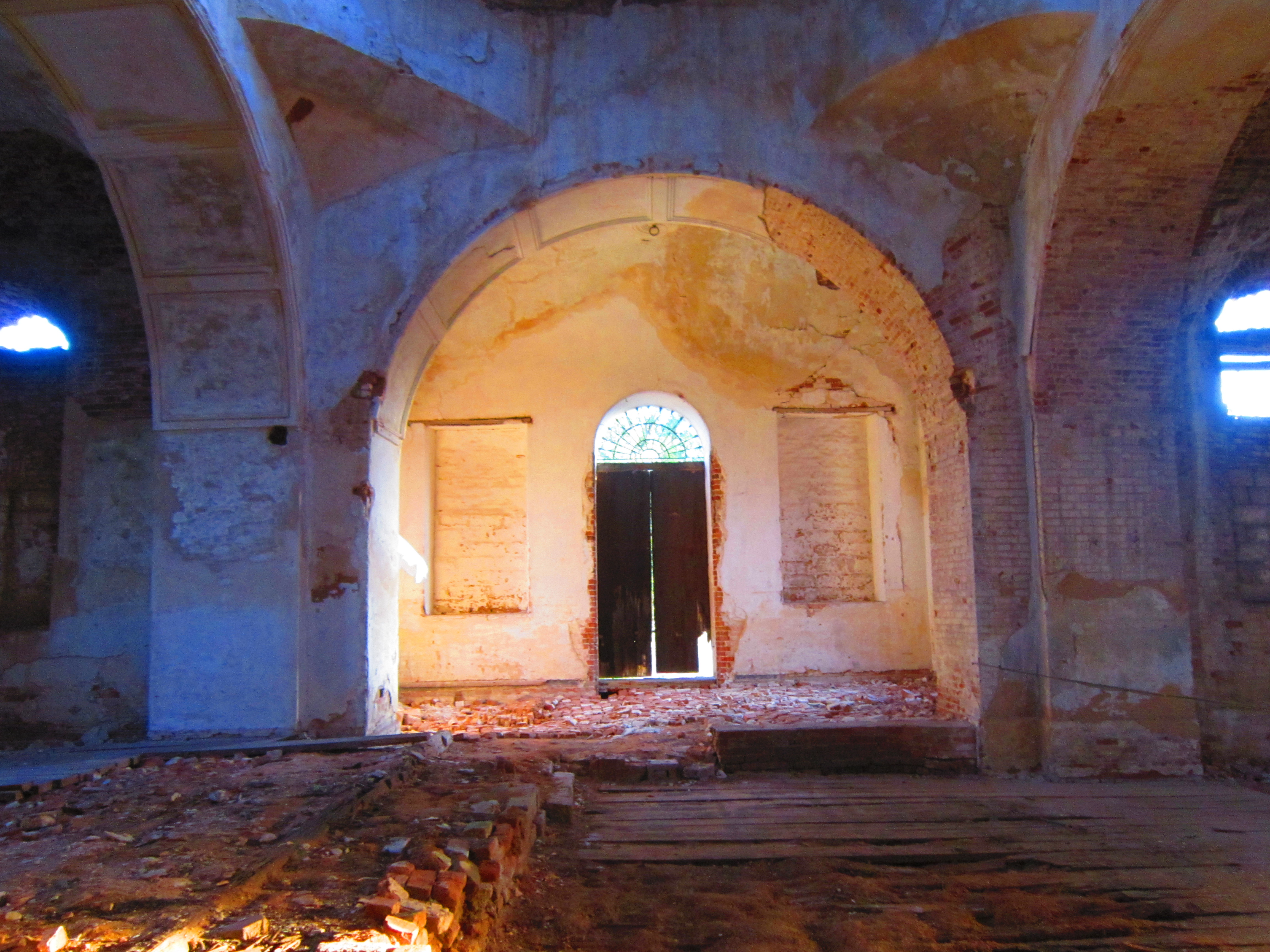
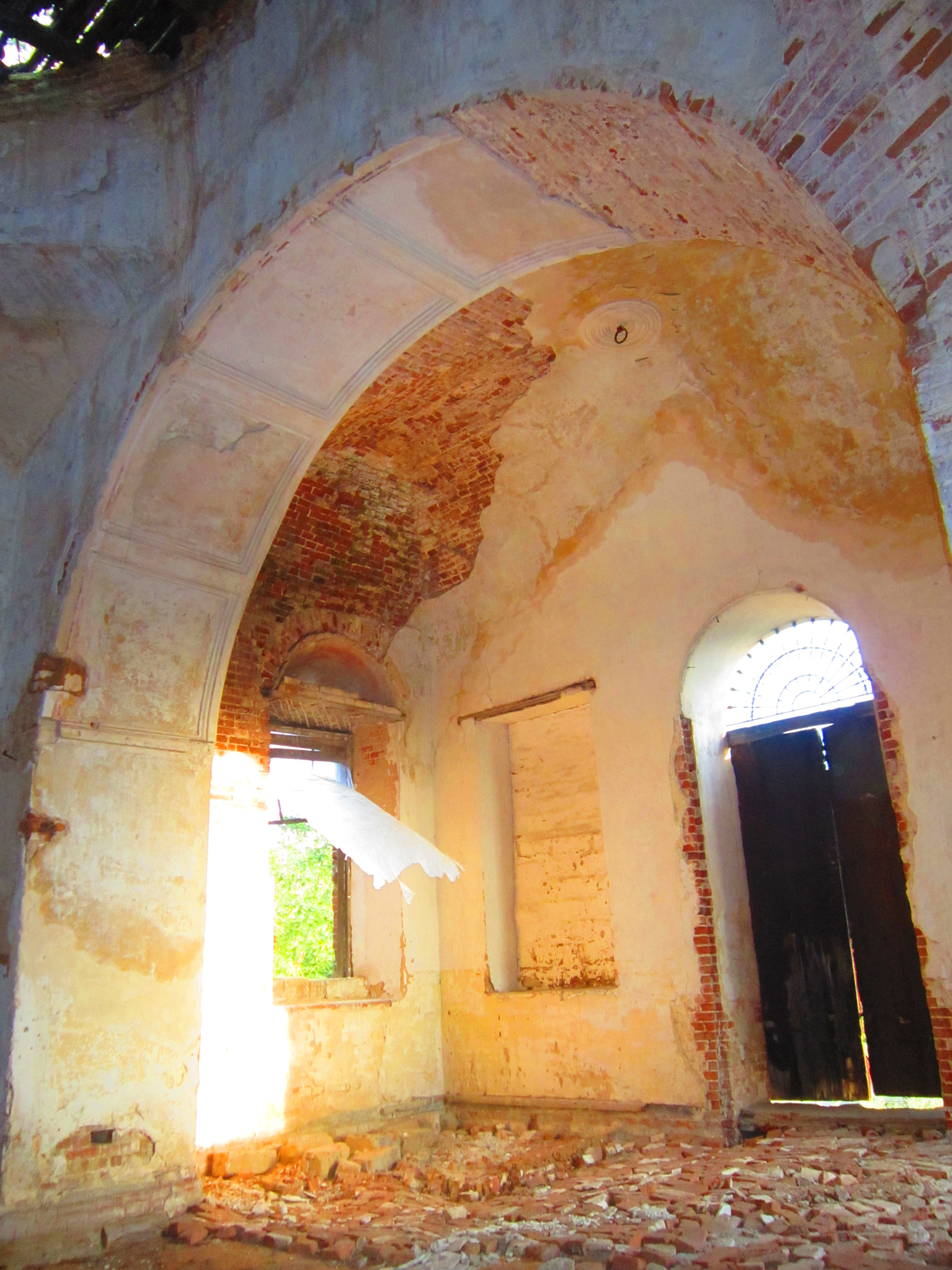
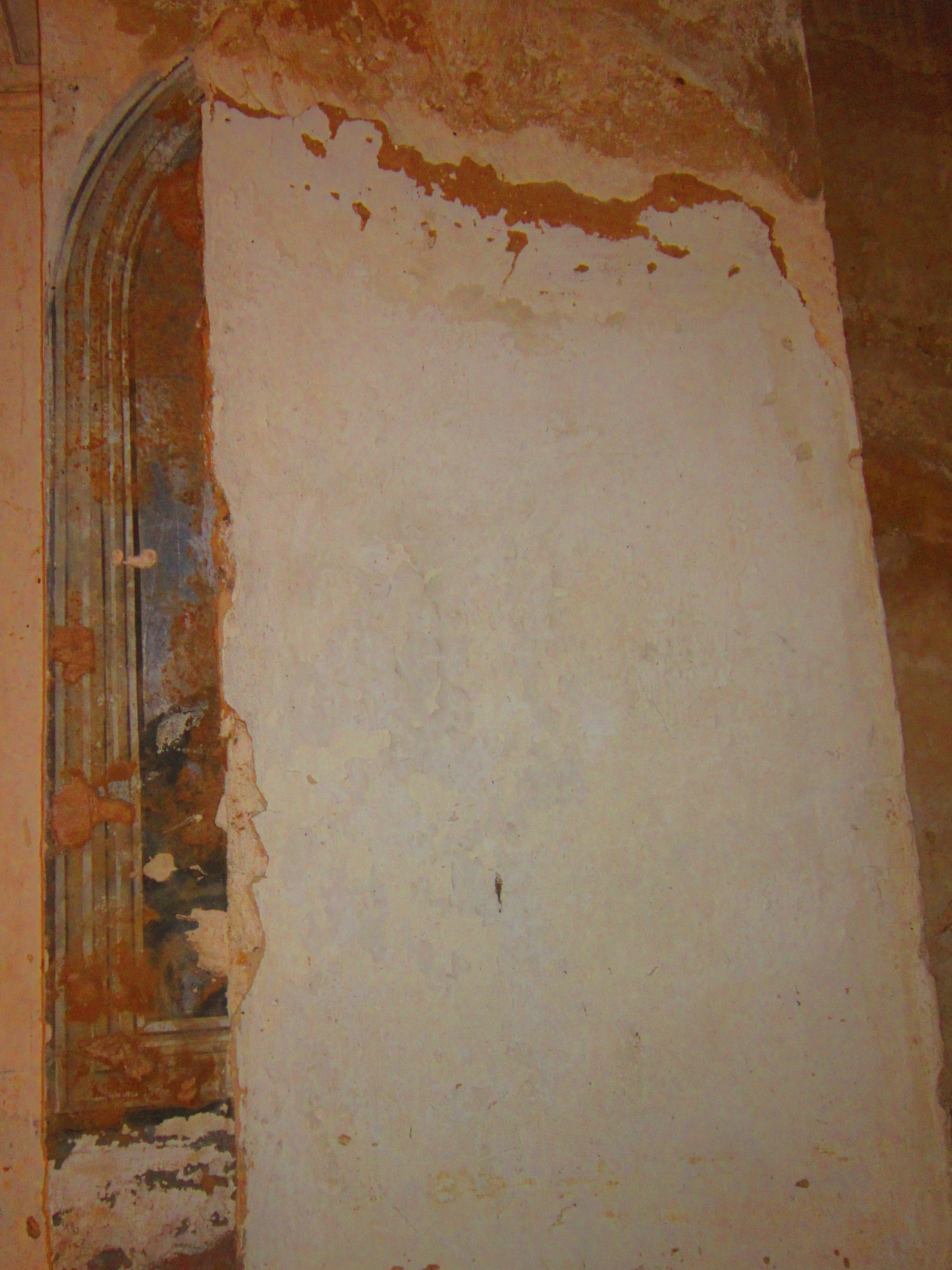
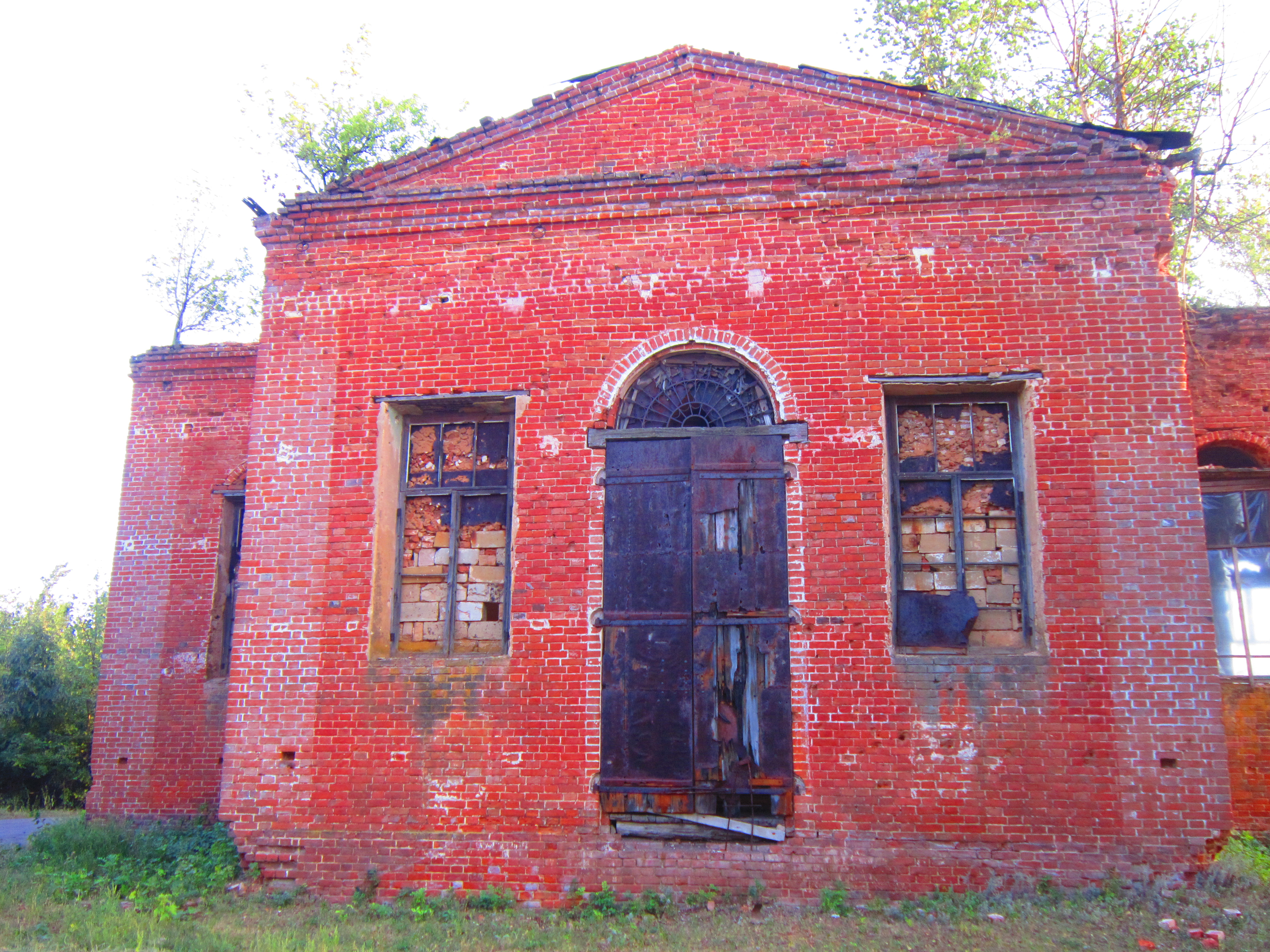